# بخش بویس، اوتار شهرستان تیل، مینه سوتا
بخش بویس (به انگلیسی: Buse Township) یک منطقهٔ مسکونی در ایالات متحده آمریکا است که در شهرستان اوتر تیل، مینه‌سوتا واقع شده‌است.
 بخش بویس ۷۹٫۱ کیلومتر مربع مساحت و ۶۹۰ نفر جمعیت دارد و ۳۵۲ متر بالاتر از سطح دریا واقع شده‌است.